# Прирітка рогоока
Прирітка рогоока (Platysteira tonsa) — вид горобцеподібних птахів прирітникових (Platysteiridae).

## Поширення
Вид поширений в Західній та Центральній Африці (схід Нігерії, Камерун, Габон, Екваторіальна Гвінея, Республіка Конго, ДР Конго, південний захід ЦАР). Його природними середовищами існування є субтропічні або тропічні вологі низинні ліси та субтропічні або тропічні вологі гірські ліси.